# Xã Stirton, Quận Stutsman, Bắc Dakota
Xã Stirton (tiếng Anh: Stirton Township) là một xã thuộc quận Stutsman, tiểu bang Bắc Dakota, Hoa Kỳ. Năm 2010, dân số của xã này là 70 người.